# 康季荣
康季荣（?—?），唐朝軍事人物。
大中六年至八年任徐泗节度使，擅用官錢二百萬緡，事發後，季榮請以家財償之。朝廷准許。大中十二年擔任武宁（今江苏徐州）节度使。康季荣残虐，不恤士兵。大中十三年（859年）四月，士兵嘩亂，驅逐康季荣。朝廷以左金吾大将军田牟为武宁节度使。康季荣被貶岭南。